# Thaxted
Thaxted ist eine Stadt und eine Verwaltungseinheit im District Uttlesford in der Grafschaft Essex, England. Thaxted ist 25,9 km von Chelmsford entfernt. Im Jahr 2022 hatte es 3441 Einwohner. Thaxted wurde 1086 im Domesday Book als Tachesteda erwähnt.

## Persönlichkeiten
- Samuel Purchas (1577–1626), anglikanischer Geistlicher und Herausgeber von Reiseliteratur
- Alfred Barnard (1837–1918), Autor und Journalist